# تيكس ويلسون
تيكس ويلسون (بالإنجليزية: Tex Wilson)‏ هو لاعب كرة قاعدة أمريكي، ولد في 8 يوليو 1901 في ترينتون في الولايات المتحدة، وتوفي في 15 سبتمبر 1946 في سولفر سبرينغز في الولايات المتحدة.

## وصلات خارجية
- تيكس ويلسون على موقعبيزبول رفرنس.كوم (الدوري الرئيسي) (الإنجليزية)
- تيكس ويلسون على موقعبيزبول رفرنس.كوم (الدوري الثانوي) (الإنجليزية)